# Pamela (jméno)
Pamela je ženské jméno řeckého původu. Jméno lze vyložit jako: samý med; plná zpěvu; plná jablek.
Podle českého kalendáře má Pamela svátek 1. května (stejně jako světec Pampuri).
Přezdívky: Pamuška, Pamelka, Melka, Pamka

## Známé nositelky jména
- Pamela Anderson, kanadská herečka, modelka a sex symbol
- Pamela Bach, americká herečka
- Pamela Jo Bondiová, americká politička
- Pamela Des Barres, americká herečka a bývalá groupie
- Pamela Courson, přitelkyně Jima Morrisona
- Pamela Dutkiewiczová, německá atletka
- Pamela Franková, americká houslistka a profesorka
- Pamela Fryman, americká režisérka a producentka
- Pamela Hicksová, britská šlechtična
- Pamela Lillian Isley, fiktivní postava ze série o Batmanovi
- Pamela Lyndon Traversová, australská herečka a spisovatelka
- Pamela J. Petersová, amecká/navažská dokumentaristka
- Pamela Melroyová, americká astronautka a důstojnice letectva
- Pamela Narimanian, česká zpěvačka a písničkářka
- Pamela Shoemakerová, americká profesorka komunikačních studií
- Pamela Wyndham, anglická spisovatelka a šlechtična